# Giro della Provincia di Reggio Calabria 2004
Il Giro della Provincia di Reggio Calabria 2004, cinquantanovesima edizione della corsa, si svolse il 6 marzo 2004 su un percorso di 184 km, con partenza da Gioia Tauro e arrivo a Reggio Calabria. La vittoria fu appannaggio del lettone Andris Naudužs, che completò il percorso in 4h34'05", alla media di 40,280 km/h, precedendo l'italiano Mauro Zinetti e il russo Dmitrij Konyšev.

## Ordine d'arrivo (Top 10)
| Pos. | Corridore                 | Squadra                            | Tempo    |
| ---- | ------------------------- | ---------------------------------- | -------- |
| 1    | Andris Naudužs            | Domina Vacanze                     | 4h34'05" |
| 2    | Mauro Zinetti             | Vini Caldirola-Nobili Rubinetterie | s.t.     |
| 3    | Dmitrij Konyšev           | LPR-Synclean                       | s.t.     |
| 4    | Angelo Furlan             | Alessio-Bianchi                    | s.t.     |
| 5    | Giosuè Bonomi             | Saeco                              | s.t.     |
| 6    | Antonio Salomone          | Barloworld-Androni Giocattoli      | s.t.     |
| 7    | Guillermo Rubén Bongiorno | Ceramica Panaria-Margres           | s.t.     |
| 8    | Mirco Lorenzetto          | De Nardi                           | s.t.     |
| 9    | Ivan Quaranta             | Formaggi Pinzolo Fiavé             | s.t.     |
| 10   | Samuele Marzoli           | Lampre                             | s.t.     |